# 川崎市立橘中学校
川崎市立橘中学校（かわさきしりつたちばなちゅうがっこう）は、神奈川県川崎市高津区千年にある公立中学校。

## 沿革
出典
- 1953年（昭和28年）
  - 4月1日 - 現在地に設立。
  - 7月7日 - 開校記念日。木造校舎2階建2棟竣工。
- 1955年（昭和30年）8月15日 - 第1次増築工事完了（普通教室2）。
- 1957年（昭和32年）10月15日 - 第2次増築工事完了（ブロック普通教室3）。
- 1959年（昭和34年）2月13日 - 第3次増築工事完了（ブロック普通教室3）。
- 1960年（昭和35年）
  - 2月10日 - 倉庫更衣室工事完了。
- 12月21日 - 第4次増築工事完了。
- 1961年（昭和36年）10月3日 - 第5次増築工事完了（ブロック特別教室3）。
- 1962年（昭和37年）11月7日 - 第6次増築工事完了（鉄筋普通教室2）。
- 1964年（昭和39年）
  - 3月7日 - 創立10周年記念式典挙行。
  - 3月9日 - 体育館竣工。
- 1965年（昭和40年）
  - 3月5日 - 第7次増築工事完了（鉄筋普通教室3）。
  - 12月25日 - 第8次増築工事完了（鉄筋普通教室1）。
- 1966年（昭和41年）7月12日 - プール完成。
- 1967年（昭和42年）1月28日 - 第9次増築工事完了（プレハブ普通教室5）。
- 1968年（昭和43年）4月1日 - 東橘中学校分離独立。
- 1971年（昭和46年）4月30日 - 金工室完成。
- 1972年（昭和47年）7月14日 - 第10次増築工事完了（プレハブ普通教室2）。
- 1974年（昭和49年）
  - 4月28日 - 創立20周年記念式典挙行。
  - 6月4日 - 第11次校舎改築工事完了（普通教室6、職員室、更衣室）。
- 1976年（昭和51年）3月29日 - 第12次校舎改築工事完了（普通教室6、校長室、保健室、放送室、変電室）。
- 1977年（昭和52年）3月19日 - 第13次校舎改築工事完了（普通教室）。
- 1978年（昭和53年）3月30日 - 第14次校舎増築工事完了（プレハブ普通教室2）。
- 1980年（昭和55年）
  - 2月13日 - PTAたちばな会（OB会）設立総会。
  - 3月31日 - 第15次校舎増築工事完了（プレハブ普通教室1）。
- 1981年（昭和56年）
  - 3月31日 - 第16次校舎増築工事完了（プレハブ普通教室1）。
  - 6月30日 - 教職員橘OB会発足。
- 1982年（昭和57年）3月30日 - 第17次校舎増築工事完了（プレハブ普通教室2）。
- 1983年（昭和58年）
  - 3月1日 - 正門、通用門、玄関前、鉄棒、砂場、造園工事完了。
  - 10月22日 - 創立30周年記念式典挙行
- 1984年（昭和59年）4月27日 - 金工室・木工室工事完了、昇降口新設。
- 1985年（昭和60年）2月27日 - 体育館改築工事完了。
- 1986年（昭和61年）
  - 3月20日 - 格技室新設工事完了。
  - 4月8日 - 格技室開館式挙行。
  - 5月2日 - 格技室2期工事完了検査。
- 1987年（昭和62年）3月5日 - 体育倉庫・防球ネット工事完了検査。
- 1991年（平成3年）3月1日 - パソコン室完成。
- 1992年（平成4年）
  - 4月1日 - グランド拡張。
  - 11月21日 - 創立40周年記念式典挙行。
- 1998年（平成10年）8月 - 調理室改修。職員室エアコン設置。
- 2002年（平成14年） - 創立50周年記念式典挙行。
- 2007年（平成19年）
  - 2月26日 - 新校舎の使用を開始。
  - 12月1日 - 校舎落成記念式典挙行。
  - 12月25日 - グランドが完成。
- 2012年（平成24年）11月18日 - 創立60周年記念式典挙行。
- 2023年（令和5年） 11月 - 創立70周年式典挙行。

## 通学区域
出典
- 高津区
  - 新城（全域）
  - 新作1丁目（全域）
  - 新作2丁目（全域）
  - 新作3丁目（全域）
  - 新作4丁目（全域）
  - 新作5丁目（全域）
  - 新作6丁目（全域）
  - 末長1丁目（1番～5番、11番～39番）
  - 末長2丁目（全域）
  - 末長3丁目（4番を除く）
  - 千年（全域）
  - 千年新町（全域）

## 周辺
- 社会福祉法人厚生館福祉会たちばな中央保育園 - 敷地が隣接。
- 川崎市道野川柿生線
- 川崎千年郵便局 - 2021年4月28日から一時閉鎖中
- 新作第4公園
- 第三京浜道路（国道466号）
- 神奈川県道14号鶴見溝ノ口線
- 高津区役所橘出張所
- 川崎市立橘小学校 - 進学前小学校

## アクセス
- 川崎市営バス・東急バス「橘出張所前」バス停下車。
  - 蟹ヶ谷（東急）・有馬第二団地・市立井田病院・高田町方面（市バス）バス停（市道野川柿生線上）から、徒歩約90m・約1分。
  - 梶が谷駅（市バス）・溝の口駅（東急・市バス）方面バス停（県道14号線上）から、徒歩約235m・約4分。